# Слуцкис, Миколас
Миколас Слуцкис (лит. Mykolas Sluckis; Миколас Гецелевич Слуцкис;  20 октября 1928, Паневежис, Литва — 25 февраля 2013, Вильнюс, Литва) — литовский писатель. Народный писатель Литовской ССР (1984).

## Биография
Родился в еврейской семье ремесленника Гецелиса (Гетцеля) Слуцкиса. Отец работал на кожевенном заводе, на стройке, был кузнецом; мать — прачка.
В июне 1941 года будущий писатель был эвакуирован в Россию из пионерского лагеря в Паланге; рос в детском доме в Малмыжском районе Кировской области. В Литву вернулся в 1944 году. Его родители и брат погибли во время фашистской оккупации Литвы, в живых остались сам Миколас и его младшая сестра.
В 1951 году окончил историко-филологический факультет Вильнюсского университета по специальности «русская филология». Печатался с 1945 года. 
Член Союза писателей Литвы с 1949 года. Член КПСС с 1950 года. 
В 1952–1954 годах был редактором журнала «Žvaigždutė» («Звездочка»), в 1954–1959 годах — консультант по прозе и секретарь правления Союза писателей Литвы. 
В 1955 году вышел первый роман М. Слуцкиса — «Добрый дом», в котором есть черты биографии автора. Другие романы описывали политическую борьбу в Литве первых послевоенных лет («Лестница в небо») или касались современных актуальных тем («Адамово яблоко», «Беспокойная моя гавань» и другие). Писал пьесы и сценарии. 
Автор критических статей и литературных портретов литовских писателей как классиков (Юлия Жемайте, Винцас Миколайтис-Путинас, Пятрас Цвирка), так и современников (Ева Симонайтите, Альфонсас Беляускас, Альгирдас Поцюс), а также портретов современных зарубежных писателей (Зигфрид Ленц, Ежи Брошкевич, Юлиан Кавалец). 
Жена — Регина Важгаускайте, дочь — Снегуоле.
Похоронен на кладбище Кайренай в Вильнюсе.

## Сочинения
- Vejii pagaireje. — Vilnius, 1958.
- Vai tai duda. — Vilnius, 1972.

### Романы
- Добрый дом (1955, рус. пер. 1958)
- Лестница в небо (1963, рус. пер. 1965)
- Адамово яблоко (1966, рус. пер. 1969)
- Беспокойная моя гавань (1968, в рус. пер. «Жажда», 1969)

### Повести
- Чужие страсти (1971)
- Коса Неринги
- Отдых

### Пьеса
- Не бешеная ли твоя собака (пост. 1974)

### Сборники
- Я снова вижу флаг (1948)
- На ветру (1958)
- Пусть мы лучше не встретимся (1961)
- Улыбки и судьбы (1964)
- Шаги (1965)

### Сборники критических статей
- Самое трудное искусство (1960)
- Начало всех начал (1975)

### Издания на русском языке
- Добрый дом. — М., Детская литература, 1958.
- Рассказы. — М., 1960.
- Л. Пантелеев. Честное слово; М. Слуцкис. Добрый дом; И. Василенко. Звездочка. — М., Детская литература, 1963. (Библиотека пионера).
- Увертюра и три действия. [Вступ. ст. Е. Ветровой]. — М., 1965.
- Лестница в небо. — М., Советский писатель, 1965.
- Миколас Слуцкис. Лестница в небо; Юстинас Марцинкявичюс. Сосна, которая смеялась. — М., Известия, 1967.
- Волшебная чернильница. — Вильнюс, Vaga, 1967
- Улыбки и судьбы. Рассказы и повести. — М., 1968.
- Адамово яблоко. — М., Молодая гвардия, 1969.
- Жажда. — М., Молодая гвардия, 1970.
- Лестница в небо. Жажда. Чужие страсти. — М., Молодая гвардия, 1973.
- Чужие страсти. Жажда. Адамово яблоко. — М., Известия, 1974.
- Отдых. Повесть. — «Дружба народов», 1974, № 6.
- Начало всех начал. — М., Советский писатель, 1975.
- На исходе дня. — М., Молодая гвардия, 1977.
- Избранные произведения в 2 томах. — М., Художественная литература, 1980.
- Приглашение к танцу. — М., Советский писатель, 1981.
- Дорога сворачивает к нам. — М., Детская литература, 1982.
- Двадцать шесть бесконечных дней. — Вильнюс, Вага, 1984.
- Слуцкис Миколас. Живите! : рассказ / пер. с лит. Б. Залесский. — Вильнюс : Вага, 1985. — 24 с. — 200 000 экз.
- Поездка в горы и обратно. — М., Известия, 1986. (Библиотека «Дружбы народов»).
- Древо света. — М., Молодая гвардия, 1987.

## Экранизации
- 1966 — Лестница в небо — по одноимённому роману
- 1983 — Чужие страсти — по одноимённой повести

## Награды
- 1954 — орден «Знак Почёта»[6]
- 1966 — Государственная премия Литовской ССР (за сборник рассказов «Шаги»)
- 1984 — Народный писатель Литовской ССР
- 1987 — Литературная премия имени Пятраса Цвирки
- 2004 — Офицер ордена Витаутаса Великого